# Герцогиня Альба в белом
«Герцогиня Альба в белом» (исп. La duquesa de Alba de blanco) — картина испанского художника Франсиско Гойи, написанная маслом на холсте в 1795 году. Она представляет собой портрет в полный рост (192 на 128 см) Марии Каэтаны де Сильвы, 13-й герцогини Альбы. «Герцогиня Альба в белом» входит в число нескольких её портретов, созданных Гойей в тот же период. Эта картина ныне находится в собственности у рода Альба и хранится в мадридском дворце Лирия. На полотне изображена Мария Каэтана де Сильва, 13-я герцогиня Альба. Эта работа — один из многих её портретов, написанных Гойей примерно в одно время, и её обычно сравнивают с «Герцогиней Альбой в чёрном» тех же размеров, но выполненной в совсем другой тональности и написанной два года спустя после «Герцогини Альбы в белом», сразу после смерти в возрасте 39 лет её мужа — Хосе Альвареса де Толедо. Герцог и герцогиня Альба занимали высокое положение при испанском дворе 1790-х годов, пользуясь уважением и славясь своей образованностью.
Портрет впервые упоминается в письме Гойи от 2 августа 1794 года, адресованном его другу Мартину Сапатеру, в котором говорится о том, что художника попросили написать портреты герцога и герцогини Альба в натуральную величину.

## Описание

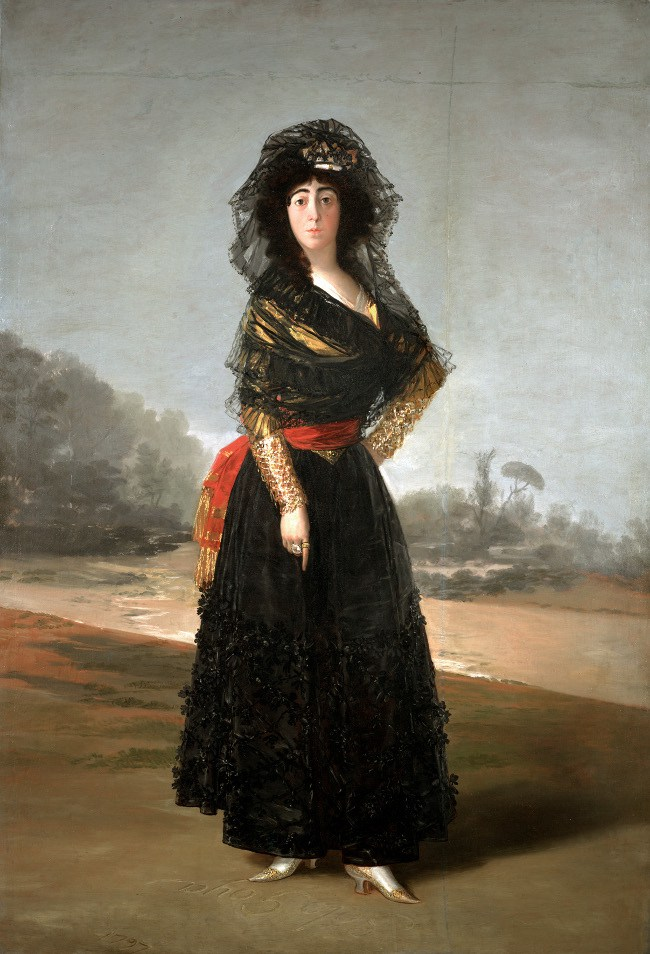
«Герцогиня Альба в чёрном», 1797 год, Испанское общество Америки, Нью-Йорк. Здесь Мария Каэтана позирует в платье махи с глубоким вырезом. Она согласилась на этот образ, поскольку он мог представить её как «женщину из народа». Гойя не хотел расставаться с этим портретом: он хранился у него в течение не менее 15 лет после написания.

Палитра картины состоит из белого, красного, синего и коричневого цветов. По словам Хьюза, она преимущественно «построена вокруг двух мотивов — красного и белого», а чёрный, другой основной цвет картины, представлен её тёмными вьющимися волосами.
Герцогине Альбе в момент написания этого портрета было 33 года (средний возраст для того времени), и она недавно излечилась от продолжительной болезни. Она написана с любовью — как исключительная красавица, обаятельная, остроумная и образованная женщина. Герцогиня стоит в величавой позе и проницательным взглядом смотрит прямо на зрителя. Она одета в длинное ниспадающее белое платье из белой муслиновой ткани с золотым шитьём во французском стиле — гораздо более элегантное, чем платье махи на картине 1797 года. Герцогиню украшают белые жемчужные серьги, широкий красный или алый пояс и отделка, красное жемчужное ожерелье и бусы, а также красные банты на груди и в волосах. Собачка породы бишон-фризе стоит рядом с ней, на одной из её задних лап повязана красная лента.
Её левую руку украшают золотые драгоценности на запястье и выше локтя. Герцогиня своим указательным пальцем правой руки направляет взгляд зрителя на надпись на земле — «A la duquesa de Alba Fr. de Goya 1795».
На почти неоклассический стиль платья герцогини, возможно, повлиял стиль английских художников Томаса Гейнсборо, Уильяма Хогарта, Джорджа Ромни и Джошуа Рейнольдса, с работами которых Гойя, вероятно, был знаком по чёрно-белым репродукциям.
Портрет во многом носит официальный характер. Изображение герцогини на природе с демонстрацией её владений на заднем плане призвано подчеркнуть её богатство. Поскольку герцогиня Альба пользовалась большим уважением и славилась сильным характером, считается, что её мнение и указания оказали значительное влияние на написание этого портрета.
Многие искусствоведы высказывают предположение, что между художником и моделью существовала любовная связь, хотя никаких доказательств этого не сохранилось. Скептики утверждают, что, поскольку герцогиня Альба славилась своей красотой, богатством и независимым характером, её вряд ли бы смог заинтересовать успешный, но значительно более старший и больной Гойя. Известно, что два портрета Альбы в полный рост имели важное значение для художника. «Герцогиня Альба в чёрном» находилась в его личной собственности не менее 15 лет. Роберт Хьюз охарактеризовал «Герцогиню Альбу в белом» как портрет, пригодный для «полуобщественного потребления». Искусствовед Дженис Томлинстон писала в 1994 году, что «независимо от того, насколько либеральной покровительницей она могла быть, маловероятно, что она приняла бы портрет, который так беспощадно подчёркивал её гордыню и высокомерие».

## Галерея

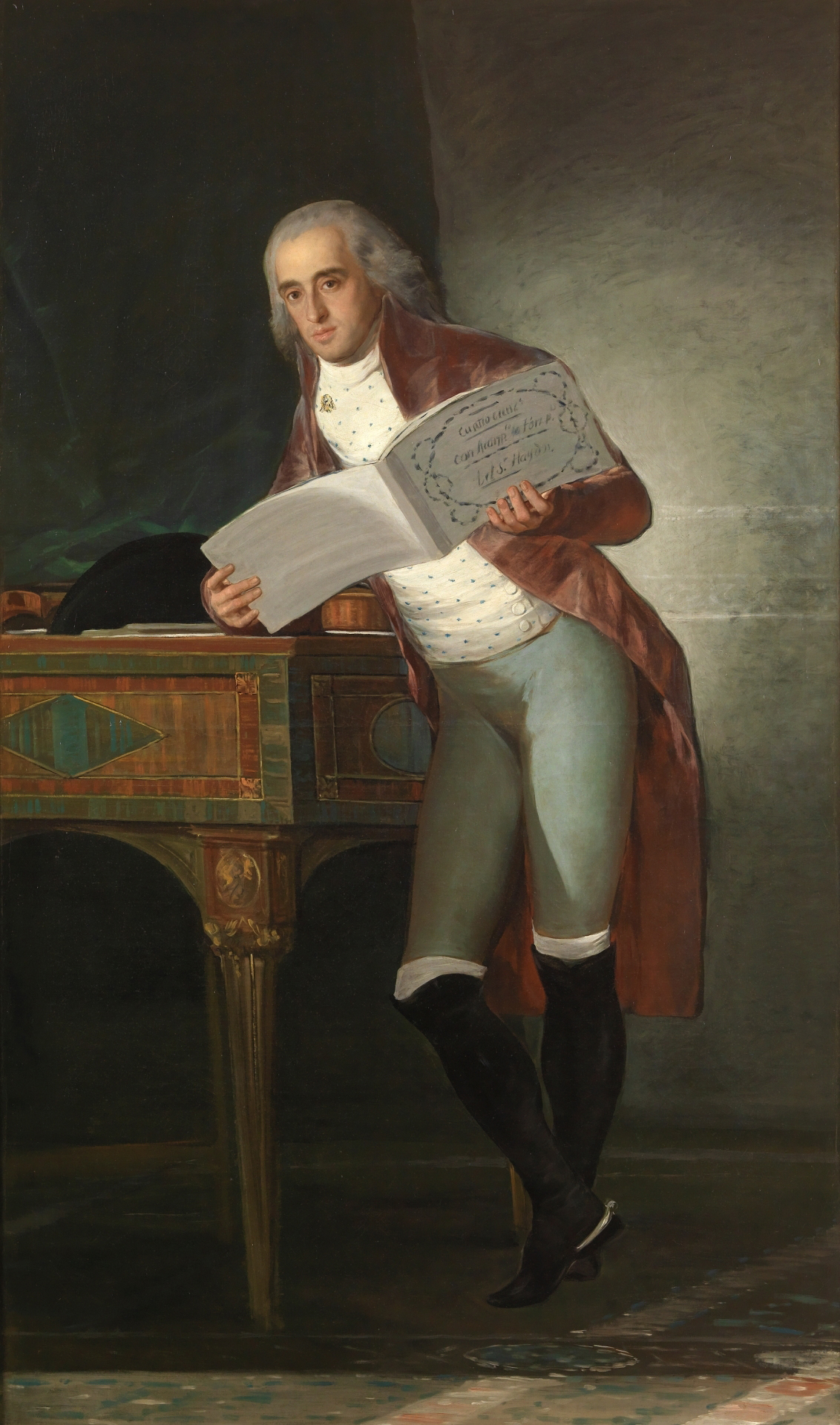
Хосе Альварес де Толедо, герцог Альба, муж Марии Каэтаны и покровитель искусств, 1795
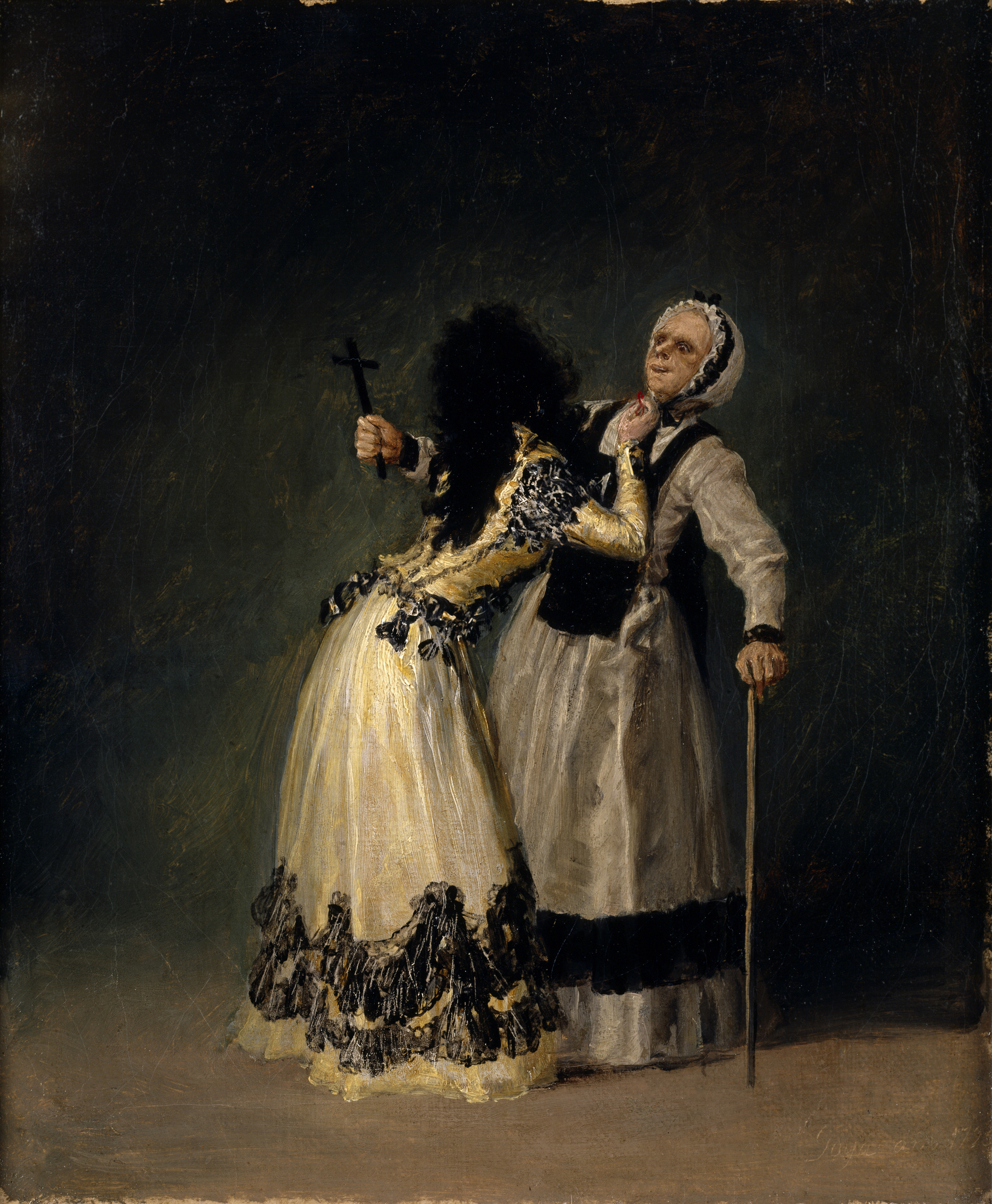
«Герцогиня Альба и Беата», 1795
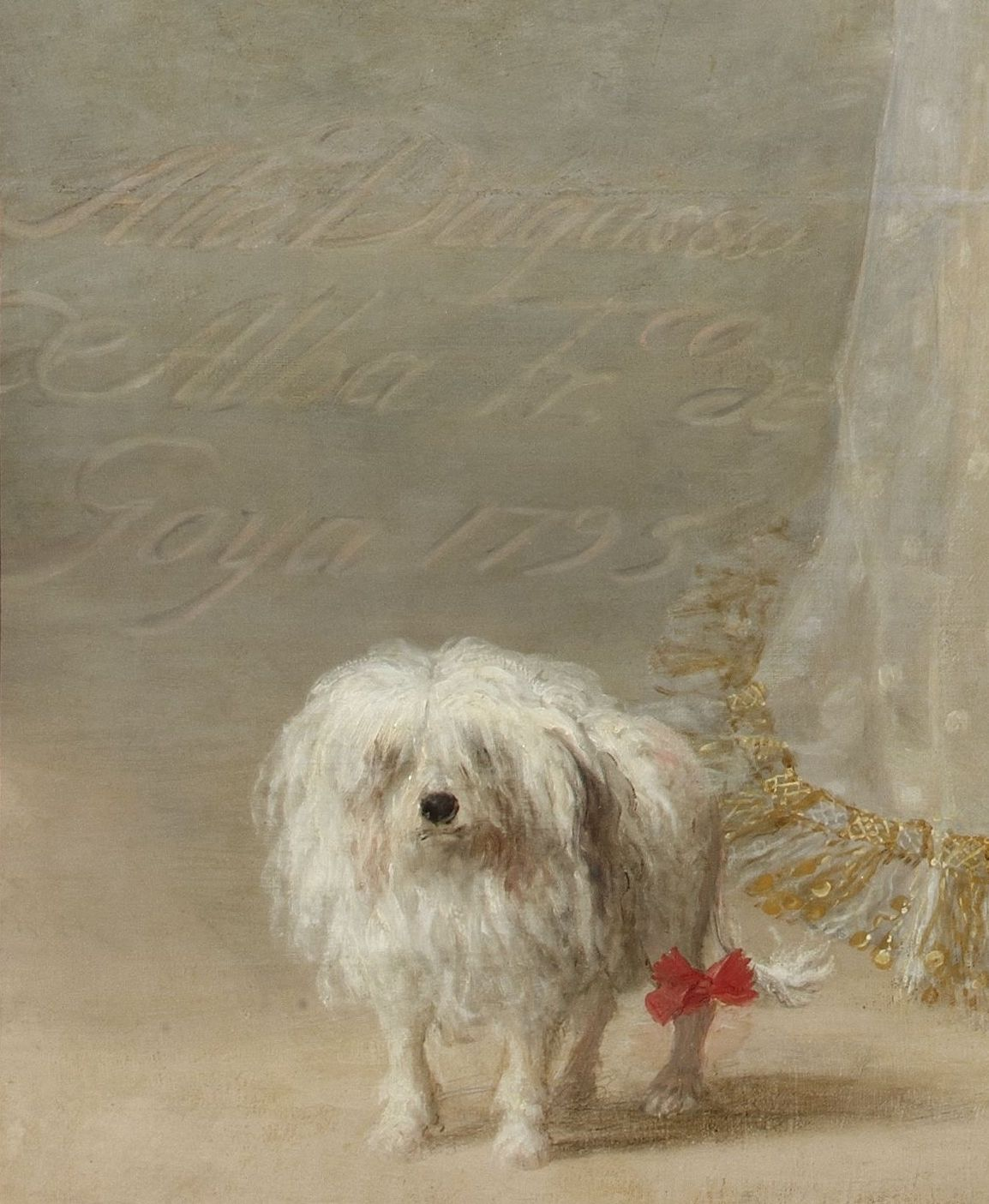
Фрагмент с надписью